# Бягай, Лола
„Бягай, Лола“ (на немски: Lola rennt) е германски трилър филм от 1998 година на режисьора Том Тиквер с Франка Потенте в главната роля. Филмът е номиниран за награда БАФТА за най-добър чуждоезичен филм; получава номинации и печели редица филмови награди. 

## Сюжет
Червенокосата Лола разбира, че разполага само с двадесет минути, за да спаси приятеля си Мани. За това време трябва да намери 100 000 марки. Следват три варианта на продължението.